# Živalstvo in rastlinstvo Iraka
Živalstvo in rastlinstvo Iraka vključuje njegovo rastlinstvo in živalstvo ter njihove naravne habitate. Irak ima več biomov od gorskega območja na severu do mokrih močvirij ob reki Evfrat. Zahodni del države je večinoma puščava in nekaj polsušnih regij. Od leta 2001 je bilo v Iraku ogroženih sedem vrst sesalcev in 12 vrst ptic. Med ogrožene vrste spadata klavžar (Geronticus eremita) in perzijski damjak (Dama mesopotamica). Sirski divji osel (Equus hemionus hemippus) je izumrl, savdska gazela (Gazella saudiya) pa je bila leta 2008 razglašena za izumrlo.

## Mezopotamsko močvirje
Močvirja so dom 40 vrstam ptic in več vrstam rib, poleg tega pa so razmejene meje območja za številne vrste ptic. Močvirje je bilo nekoč dom milijonom ptic in vmesna postaja za milijone ptic selivk, vključno s plamencem, pelikanom in čapljo, ko so se selile iz Sibirije v Afriko. Ogroženih je od 40 % do 60 % svetovne populacije marmorirane race (Marmaronetta angustirostris), ki živi v močvirjih, skupaj z 90 % svetovne populacije basrske trsnice (Acrocephalus griseldis). Sedem močvirskih vrst je skoraj ali popolnoma izumrlo, vključno z indijskim grebenastim ježevcem (Hystrix indica), Bunnovo kratkorepo podgano (Nesokia bunnii) in močvirskim sivim volkom. Izsuševanje močvirij je povzročilo znaten upad bioproduktivnosti; po strmoglavljenju režima Sadama Huseina z večnacionalnimi silami je bil pretok vode v močvirje obnovljen in ekosistem se je začel obnavljati.
Vodne ali polvodne divje živali se pojavljajo v teh jezerih in okoli njih:
- Jezero Habanija
- Jezero Milh
- Jezero Kadisija
- Tatarsko zajezitveno jezero

Vodne ptice, zabeležene v močvirjih v južnem Iraku so: mali ponirek, čopasti ponirek, veliki kormoran, strelec, grenčica, siva čaplja, nočna čaplja, rjava čaplja, bela štorklja, goveja čaplja, sveti ibis (Threskiornis aethiopicus), kreheljc (Anas crecca), navadni pobrežnik (Tringa totanus), črnobeli pasat (Ceryle rudis), veliki klinkač, močvirski lunj, siva vrana, iraški klepetavec (Argya altirostris) čopasti škrjanec (Galerida cristata), stepska kokoška (Pterocles alchata), grlica, indijska zlatovranka (Coracias benghalensis) in škorec.

## Koralni greben
Iraške obalne vode se ponašajo z živim koralnim grebenom, ki pokriva 28 km² v Perzijskem zalivu, ob izlivu reke šat el Arab (29°37′00″N 048°48′00″W / 29.61667°N 48.80000°W). Koralni greben so odkrile skupne iraško-nemške odprave znanstvenih potapljačev septembra 2012 in maja 2013. Pred odkritjem je veljalo, da v Iraku manjkajo koralni grebeni, saj motne vode preprečujejo njihovo odkrivanje. Ugotovljeno je bilo, da so iraške korale prilagojene enemu najbolj ekstremnih koralnorodnih okolij na svetu, saj se temperatura morske vode na tem območju giblje med 14 in 34 °C. Na grebenu je več živih koral, oktokoralov, ofiuroidov in školjk. Obstajajo tudi demogobe, ki vsebujejo silicijev dioksid.

## Živalstvo
Zaradi svoje raznolikosti biomov od Mezopotamskih močvirij vzdolž reke Evfrat do polsušnih puščav je Irak dom številnih endemičnih živali in živali, ki so po vsem svetu znane po svojih razširjenih populacijah.
Sesalci
Evrazijska vidra in gladkodlaka vidra sta mesojeda polvodna sesalca, ki živita v močvirjih in rekah, katerih prehrana je sestavljena predvsem iz rib, dvoživk, rakov, žuželk in ptic, vendar je njihova populacija od 1970-ih upadla.
Anatolski leopard (Panthera pardus tulliana) je velika mesojeda mačka, ki živi v severnem gozdu, katere prehrana je sestavljena predvsem iz divjih koz. Majhna populacija je bila prvič zabeležena v začetku 21. stoletja v obmejnem območju med Irakom in Turčijo.
Saharska mačka (Felis margarita), katere prisotnost je bila prvič zabeležena v puščavi Al-Nadžaf, je majhna mesojeda mačka, ki živi v peščenih puščavah (prehrana je sestavljena iz majhnih glodavcev, kapskega zajca, srpastega škrjančka, puščavskega varana, skinkov, kač). 
Divja mačka je majhna mačka, ki živi predvsem v gozdu, katere prehrana je sestavljena iz glodavcev, ptic, majhnih plazilcev in perutnine.
Rüppellova lisica je majhen vsejedi pes, ki živi v puščavah severno od reke Evfrat, čigar prehrana je sestavljena iz žuželk, malih sesalcev, kuščarjev in ptic.
Pegasti dihur (Vormela peregusna) je vsejeda podlasica, ki živi v puščavah Severnega Iraka in se prehranjuje z majhnimi glodavci, pticami, kuščarji, ribami, žabami, sadjem in travo.
Mali indijski mungo je majhen vsejed ihneumon, ki živi v aluvialnih nižinah in katerega prehrana je sestavljena iz žuželk (kačjih pastirjev, kobilic, čričkov, talnih hroščev), glodavcev, dvoživk, plazilcev, majhnih ptic, majhnega sadja.
Golšava gazela (Gazella subgutturosa) je rastlinojeda antilopa, ki živi v gorah in na raztrganih območjih. 
Divja svinja je vsejedi prašič, ki živi v močvirjih in ob številnih rekah v Iraku, katerega prehrana je sestavljena iz rastlin (korenike, korenine, čebulice, gomolji, oreški, jagode, semena, listi, lubje, vejice, poganjki), deževniki, žužkojedi, žuželke, glodavci, ptičja jajca, kuščarji, kače, žabe in mrhovina. 
Dvogrba kamela živi v različnih habitatih od skalnatih gora do sušnih puščav in ima rastlinojedo prehrano, ki je sestavljena iz različnih vrst rastlinja.
Zajec je rastlinojedi glodavec, ki živi na planotah Iraka in ob reki Tigris.
Drugi sesalci so:
- Indijski grebenasti ježevec (Hystrix indica)
- Kavkaška veverica (Sciurus anomalus)
- Širokozoba poljska miš (Apodemus mystacinus)
- Rumenogrla miš
- Hišna miš
- Črna podgana
- Kratkorepa podgana bandikut (Nesokia indica)
- Indijski gerbil (Tatera indica)
- Sundevallov jird (Meriones crassus)

### Izumrla favna
Edini potrjen zapis o kaspijskem tigru je bil primerek, ubit blizu Mosula leta 1887.
Azijski gepard (Acinonyx jubatus venaticus) se je pojavljal v puščavi zahodno od Basre do leta 1926. Zadnjega znanega geparda v državi je ubil avto.
Zadnji znani azijski lev je bil ubit na spodnjem Tigrisu leta 1918. 
Zadnji arabski oriks je bil ustreljen leta 1914. 
Sirski sloni so tavali po Mezopotamiji do okoli leta 700 pr. n. št.